# موردراز العليا (سررود الجنوبي)
موردراز العلیا (بالفارسية: موردراز علیا) هي قرية تقع في إيران في قسم سررود الجنوبي الريفي. يقدر عدد سكانها بـ 353 نسمة .